# Санта-Флавия
Санта-Флавия (итал. Santa Flavia) — коммуна в Италии, располагается в области Сицилия, подчиняется административному центру Палермо. Находится в 19 км восточнее Палермо. Граничит с Багерией, Мизильмери и Кастельдаччей.
Население коммуны, на 01.01.2024 года, составляет 11 035 человек, плотность населения ─ 750,78 чел./км². К;оммуна занимает площадь 14,70 км². Почтовый индекс — 90017. Телефонный код — 091.
Покровительницей коммуны почитается святая Анна, день памяти ежегодно отмечается 26 июля.